# イヴァン・イヴァノヴィチ (ツァレーヴィチ)
イヴァン・イヴァノヴィチ（露: Иван Иванович、1554年3月28日 - 1581年11月19日）は、リューリク朝の皇族・皇太子。イヴァン4世の次男。

## 生涯
1554年イヴァン4世が23歳のとき、その最初の妻のアナスタシヤ・ロマノヴナ・ザハーリナの間の次男として生まれた。2歳年上の長兄・ドミトリー（偽ドミトリー1世らが主張したドミトリーとは別人）が幼少時に川で溺死し、同母弟のフョードル1世は軽度の知的障害があったため、有能なイヴァンは後継者と目されていた。
しかし父と正妻の関係をめぐって対立する。イヴァンの最初の妻は父によって尼僧にされて修道院に追放された。2番目の妻も同じで、3番目の妻であるエレナ・シェレメチェヴァもイヴァン4世は嫌っていた。また、イヴァン4世がポーランド王国との和平を決断した際、イヴァンは戦争継続を主張するなど徹底して対立した。

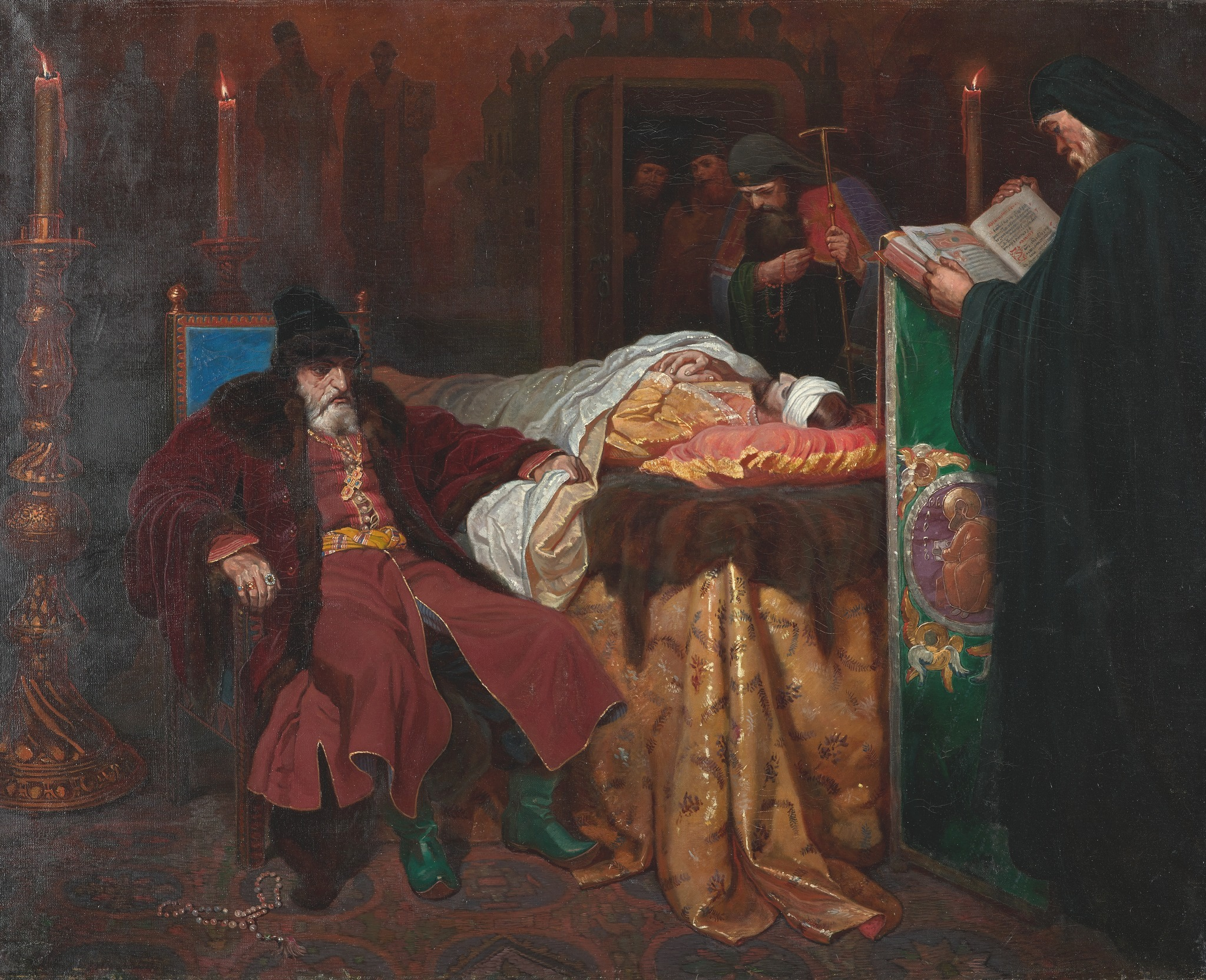
『自ら殺した息子の遺骸の傍に座るイヴァン4世』（ヴャチェスラフ・シュワルツ画）

そして1581年に遂に両者は破局を迎えた。エレナがこの年に身篭ったが、イヴァン4世は彼女が正教会が定めた妊婦用の衣装を身につけていなかったのに激怒して彼女を床に突き倒し、何度も足で蹴りつけた。イヴァンは妻の悲鳴を聞きつけて助けに入ったが、このときイヴァン4世は錫杖でイヴァンをも打ち据え、頭蓋骨を打ち砕いた。このときの傷が原因で、イヴァンは数日後に27歳で死亡した。エレナも流産し、イヴァンの死後は修道院に入った。
以後、イヴァン4世はイヴァンを殺した罪悪感に苛まれる日々を送り、深夜に長男ドミトリーと彼の名を呟きながら徘徊する姿を何度も目撃されている。またイヴァンの追悼祈禱（パニヒダ）にはロシア国内の修道院のみならず、コンスタンティノープル、エルサレム等の国外各地の修道院に依頼し多額の寄進を行った。
イヴァンの死により遺された男子はフョードル1世しかおらず、彼がツァーリとなったものの跡継ぎのないまま死去し、結果的にリューリク朝断絶の一因となった。